# Myxomatos

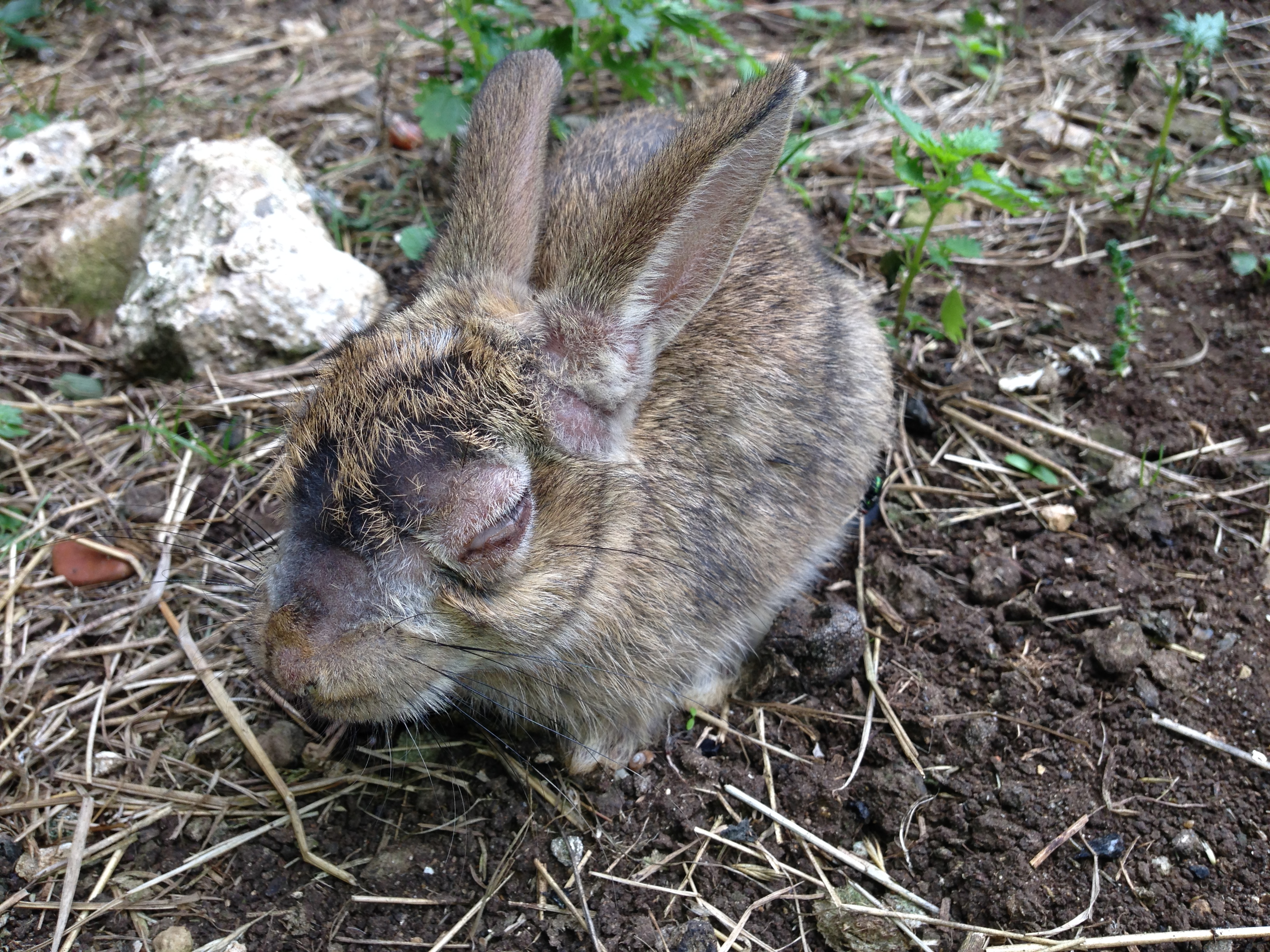
Europeisk kanin infekterad med myxomatos.

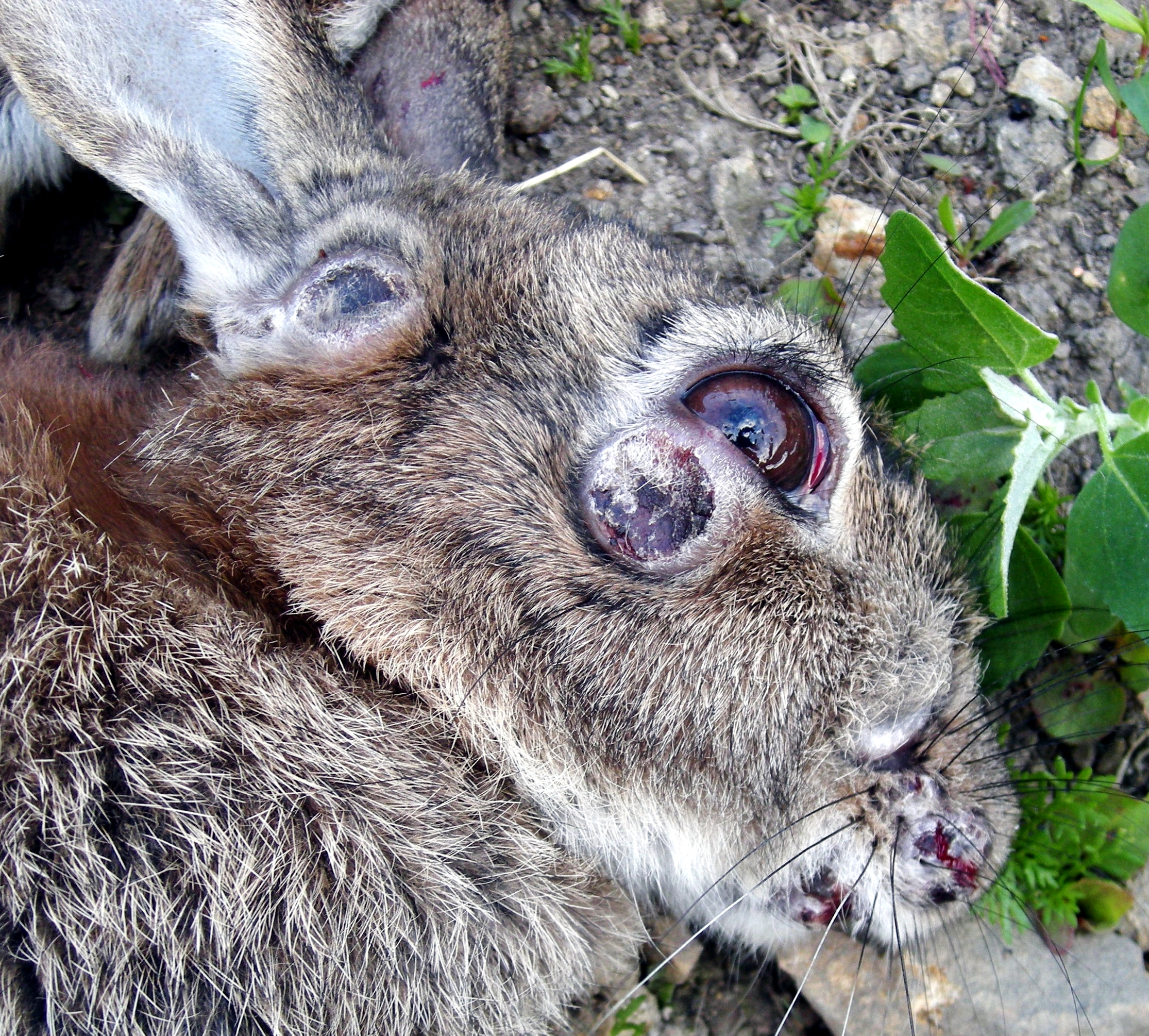
Hos amerikanska bomullssvanskaniner begränsar sig sjukdomen oftast till hudtumörer.

Myxomatos eller kaninpest är en virussjukdom som mestadels drabbar kaniner och som orsakas av ett myxomavirus. Sjukdomen har medvetet förts till Europa för att få ner antalet vildkaniner. Kaninpesten upptäcktes i slutet av 1800-talet i Sydamerika. På 1950-talet förde man in den i Frankrike för att utrota kaninerna där och den infördes också till Sverige (Skåne och senare Gotland) i samma syfte. Till en början var dödligheten mycket hög – över 99 procent.
Sjukdomen är mycket smittsam och kan leda till allvarliga ekonomiska förluster för kaninuppfödare. Det går att vaccinera kaninerna, men man kan ändå aldrig få ett hundraprocentigt skydd mot sjukdomen. Det finns flera former av Myxomatos och vid en mild variant har djuret överlevnadschans om det blir intensivvårdat.
Symtomen är, svullna ögon med varigt förtjockat tårflöde som gör kaninen tillfälligt blind. Huden runt könsöppning, mun, ögon och nos sväller. Kaninen slutar äta, magrar och blir försvagad och slö. De sjuka kaninerna dör till följd av allmäninfektion eller för att de blir utmärglade av att inte kunna söka föda. De blir också enkla byten för rovdjur.
Myxomatos smittar från kanin till kanin, via infekterad föda eller via stickande insekter. Även fåglar kan föra med sig smittan.